# FC Differdange 03

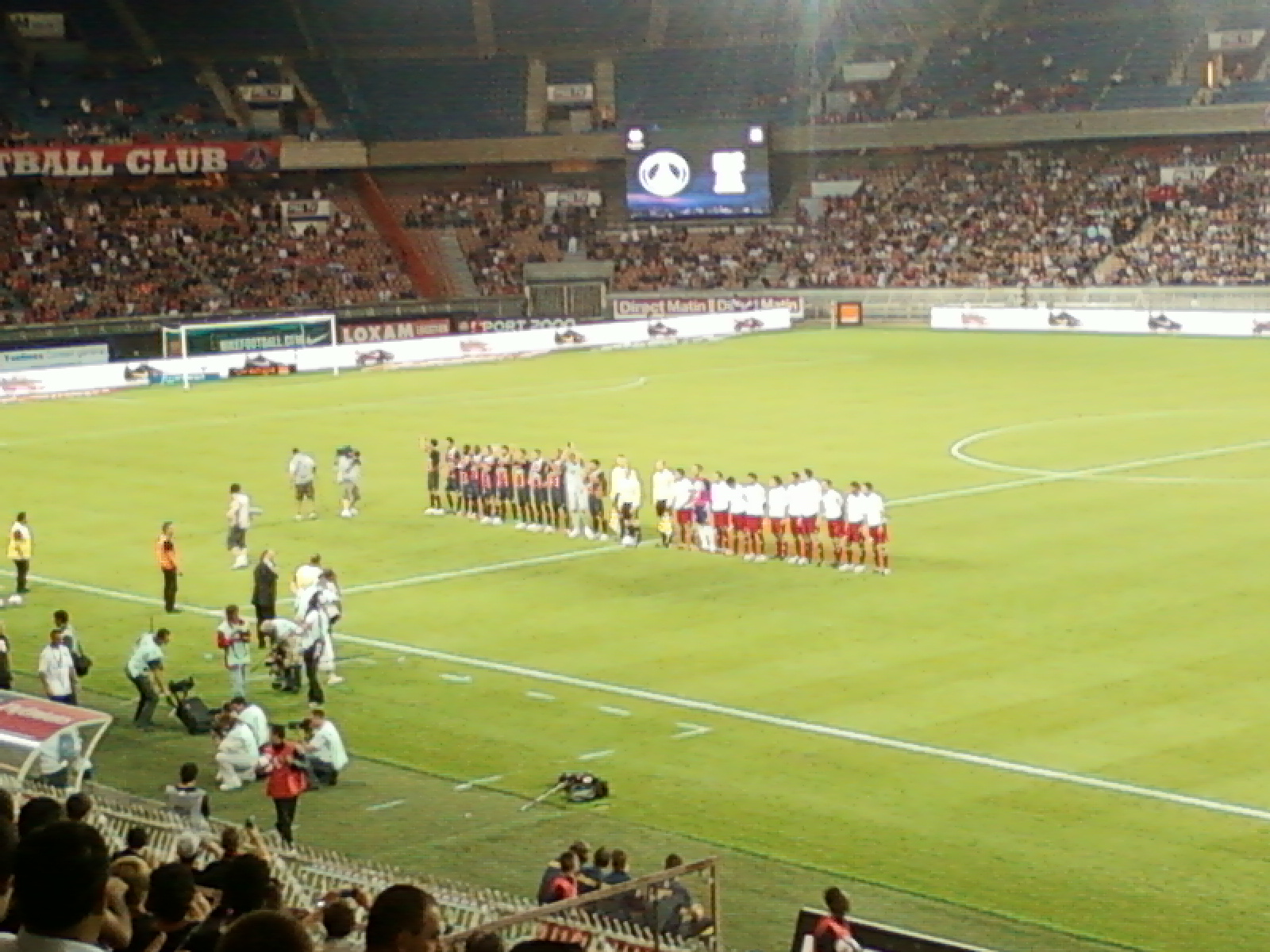
Utkání Paris Saint-Germain proti FC Differdange 03 v play-off předkole Evropské ligy 2011/12 25. srpna 2011 na stadionu Parc des Princes

FC Differdange 03 (lucembursky Football Club Déifferdeng 03) je lucemburský fotbalový klub z města Differdange (jihozápadní Lucembursko), který byl založen v roce 2003.
V sezóně 2012/13 se klub umístil na 4. příčce lucemburské nejvyšší soutěže Nationaldivisioun.

## Historie
FC Differdange 03 vznikl v roce 2003 sloučením dvou klubů z města Differdange: FA Red Boys Differdange (Football Association Red Boys Differdange) a AS Differdange (Association Sportive Differdange). FA Red Boys patřil k nejúspěšnějším lucemburským klubům, byl 7-ným vítězem Nationaldivisioun (v sezónách 1922/23, 1925/26, 1930/31, 1931/32, 1932/33, 1978/79, 2023/24) a čtrnáctinásobným vítězem v lucemburském fotbalovém poháru (1924/25, 1925/26, 1926/27, 1928/29, 1929/30, 1930/31, 1933/34, 1935/36, 1951/52, 1952/53, 1971/72, 1978/79, 1981/82, 1984/85).

## Úspěchy v domácích soutěžích
Pozn.: Od roku založení klubu v roce 2003 jako FC Differdange 03
- Lucemburský fotbalový pohár - 2× vítěz (2009/10, 2010/11)[4]